# Julius Streicher
Julius Streicher (Fleinhausen, Baviera, 12 de febrero de 1885-Núremberg, 16 de octubre de 1946) fue un maestro, político, militar, criminal de guerra, editor y propietario de una editorial antisemita, relevante antes de y durante la Segunda Guerra Mundial. Era el fundador y editor del semanario de ideología antisemita Der Stürmer, el cual llegó a ser una parte importante de la maquinaria propagandística nazi. Después de la guerra, Streicher fue condenado por crímenes contra la humanidad en los juicios de Núremberg y ejecutado mediante ahorcamiento.

## Biografía

### Juventud
Streicher nació el 12 de febrero de 1885 en Fleinhausen, en el entonces Reino de Baviera, siendo uno de los nueve hijos de la familia del maestro Friedrich Streicher y su esposa Anna. En su juventud trabajó como profesor de una Volksschule al igual que su padre, y sería en 1909 cuando comenzó su carrera política al unirse al Partido Democrático Alemán. Más tarde comentaría que fue en esta época cuando entró en contacto con judíos y, a partir de entonces, se formó sus ideas antisemitas.
En 1913 se casó con Kunigunde Roth en Núremberg, con quien tuvo dos hijos: Lotar (nacido en 1915) y Elmar (nacido en 1918).
Streicher se unió al Ejército alemán en 1914, tras el comienzo de la Primera Guerra Mundial. Durante la contienda alcanzó el grado de teniente y fue condecorado con la Cruz de Hierro, antes de que se produjera el final de la contienda con el Armisticio de Compiègne.

### Actividad política
En 1919, Streicher era un miembro activo de la Deutschvölkischer Schutz- und Trutzbund, uno de los mayores y más importantes movimientos völkisch. También en 1919 fue uno de los fundadores del Partido Socialista Alemán (Deutschsozialistische Partei), de carácter ultranacionalista, antisemita y anticatólico. Sus pugnas con otros miembros del partido[cita requerida] le llevaron a la Comunidad de Trabajo Alemana (Deutsche Werkgemeinschaft) en 1921, que pretendía unificar las diversas formaciones y movimientos völkisch y antisemitas. En 1922, Streicher integró a sus seguidores en el Partido Nacionalsocialista Obrero Alemán (NSDAP), lo que supuso una ayuda que el futuro Führer, Adolf Hitler, nunca olvidaría.
En 1923 Streicher fundó la publicación Der Stürmer, en la que ocupó el cargo de editor, y que utilizó para difundir el antisemitismo. Dicho periódico llegó a alcanzar una circulación de unos 500 000 ejemplares en 1937. Su editorial publicó literatura antisemita para niños, entre los que destaca Der Giftpilz (La seta venenosa), de 1938.

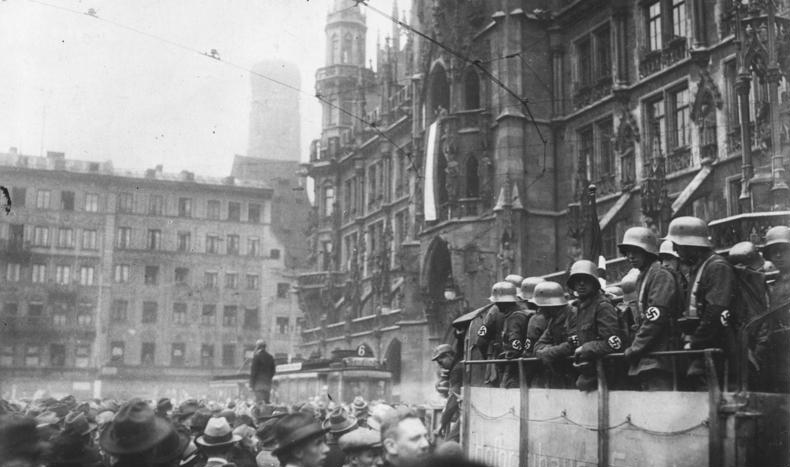
Julius Streicher (centro) se dirige a la multitud de nazis, durante el Putsch de Hitler, el 9 de noviembre de 1923.

Streicher participó en el llamado Putsch de Múnich, entre el 8 y 9 de noviembre de 1923, acción en la cual Adolf Hitler intentó, sin éxito, tomar el poder del Gobierno de Baviera para, desde su capital Múnich, intentar derrocar el Gobierno de Berlín. Streicher coordinó y agrupó a los militantes del NSDAP desde la Marienplatz para encaminar la marcha hacia la Odeonplatz, frente a la Feldherrnhalle, donde finalmente se enfrentaron con la Policía con la consiguiente muerte de catorce nazis en el sitio, más dos en el Ministerio de la Guerra, hecho por el cual fue acusado aunque no llevado a prisión. Cada aniversario del fallido putsch, Streicher dirigía a la escolta de la Blutfahne («Bandera de Sangre») como era llamada una bandera del Partido Nazi que resultó ensangrentada al ser usada para evitar la hemorragia de uno de los nazis muertos en la marcha. Después de este fracaso, durante los años siguientes Streicher se convirtió en uno de los más íntimos colaboradores de Hitler.
Tras la refundación del Partido Nazi en 1925, Streicher recibió el encargo de establecer el partido en el norte de Bavaria y en 1929 fue nombrado Gauleiter de Franconia Media. En 1935 ayudó a redactar las Leyes de Núremberg, la base de la política racista contra los judíos y más tarde del Holocausto. Desde 1933 hasta 1940 fue, en la práctica, el «rey de Núremberg», y así se lo apodaba.

### Caída del poder
En 1940, Streicher fue despojado de todos sus cargos en el partido tras verse involucrado en un escándalo relacionado con el destino de las propiedades judías incautadas por los nazis tras el pogromo antisemita de la Noche de los Cristales Rotos (Kristallnacht); también se lo acusó de difundir rumores calumniosos sobre Hermann Göring.
Se retiró a una casa de campo cerca de Cadolzburg, al oeste de Núremberg, donde llevó una vida alejada de la actividad pública. En abril de 1945 pasó a la clandestinidad hasta que fue hecho prisionero por los Estados Unidos el 22 de mayo de 1945, tras el final de la Segunda Guerra Mundial.

### Enjuiciamiento y ejecución
Dado que Julius Streicher quedó apartado del poder, no tomó parte en la planificación del Holocausto o en la invasión de otras naciones.[cita requerida] Aun así, Streicher sí jugó un importante rol en la incitación al exterminio de los judíos desde su dirección del diario Der Stürmer.
Después de ser detenido por las autoridades militares norteamericanas, fue encarcelado y puesto a disposición del Tribunal Militar Internacional. En esencia, los fiscales se basaron en los artículos incendiarios de Streicher como base para su acusación en los juicios, siendo acusado al mismo grado que importantes jerarcas nazis como Hans Frank y Ernst Kaltenbrunner.
El 1 de octubre de 1946, Streicher fue condenado a muerte y, aunque no estuvo involucrado en la organización del Holocausto,[cita requerida] se consideró que sus actividades de propaganda antisemita contribuyeron al genocidio. Fue ejecutado en la horca el 16 de octubre de 1946.
Sus últimas palabras fueron «Purim Fest 1946!», y momentos antes de su ejecución llegó a decirles a sus carceleros «Algún día los bolcheviques os colgarán a vosotros».